# Citranaxanthine
Citranaxanthine is een carotenoïde pigment. Als additief (oranje kleurstof) is het in de Europese Unie toegestaan onder het E-nummer E161i. Er zijn natuurlijke bronnen van citranaxanthine (zoals de schil van citrusvruchten), maar over het algemeen wordt het synthetisch aangemaakt.
Het wordt aan kippenvoer toegevoegd om het vlees en de eierdooiers een intensere oranje kleur te geven.
Citranaxanthine is sterk verwant aan het natuurlijke zeaxanthine.